# Heriberto Morales
Heriberto Ramón Morales Cortés, plus connu sous le nom de Heriberto Morales, né le 10 mars 1975 à Morelia au Mexique, est un footballeur international mexicain.

## Carrière

### En club
- 1995-1997 : Monarcas Morelia -  Mexique
- 1997-1998 : CF Monterrey -  Mexique
- 1998-2002 : Monarcas Morelia -  Mexique
- 2003 : Chivas de Guadalajara -  Mexique
- 2004-2007 : Jaguares de Chiapas -  Mexique

### En équipe nationale
11 sélections et 0 but avec  Mexique entre 2000 et 2002.

## Palmarès

### En club
- Avec Monarcas Morelia :
  - Champion du Mexique en 2000 (Invierno).

### En sélection
- Avec l'équipe du Mexique :
  - Finaliste de la Copa América en 2001.